# イリオス
- イリオス
- イリオン
- トロイ
- トロイア

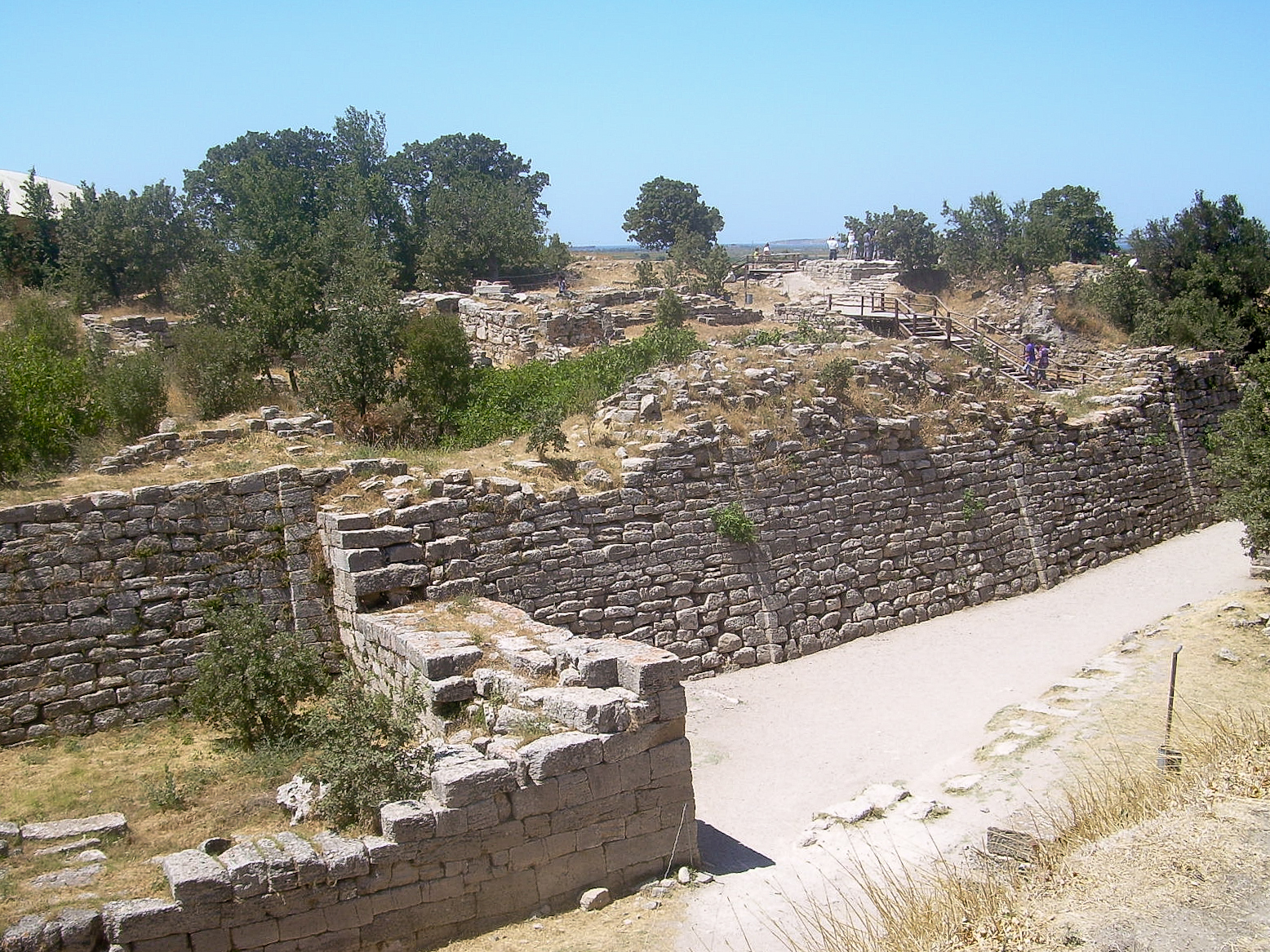
イリオス（トロイア）のものとされる遺跡。城郭都市（紀元前12世紀）

イリオス（古代ギリシア語イオニア方言: Ἴλιος、翻字: Īlios、イーリオス）は、ギリシア神話に登場する都市。イリオン（イオニア方言: Ἴλιον、翻字: Īliov、イーリオン）、トロイア（アッティカ方言: Τροία、翻字: Troia、トロイア、イオニア方言: Τροίη、翻字: Troiē、トロイエー、ドーリス方言: Τρωία、翻字: Trōia、トローイア）、トロイ（英語: Troy）、トロイアーあるいはトロヤ（古典ラテン語: Troja、トロイヤ）などとも呼ばれる。現在のトルコ北西部、ダーダネルス海峡以南（同海峡の東側、アジア側、トルコ語ではトゥルヴァ）にあったとされる。遺跡の入り口には、有名な「トロイの木馬」の複製が建てられている。
一般に、ハインリヒ・シュリーマンによって発掘された遺跡がイリオスに比定されている。神話ではかなりの規模を持った都市国家で、それが事実であったことを示唆する遺構もいくつかは確認されているものの、現在は城塞以外の遺構はほとんど残っていない。ギリシア神話においては、アガメムノーンを頭とするアカイア軍に滅ぼされたとされ、そのあらましはホメーロスの『イーリアス』をはじめとする叙事詩環に描かれている。
トロイアの古代遺跡については、イリオス遺跡を参照のこと。

## 伝説上のイリオス

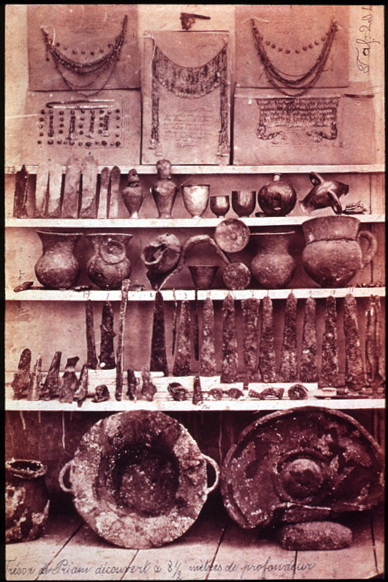
遺跡から発見されたプリアモスの財宝

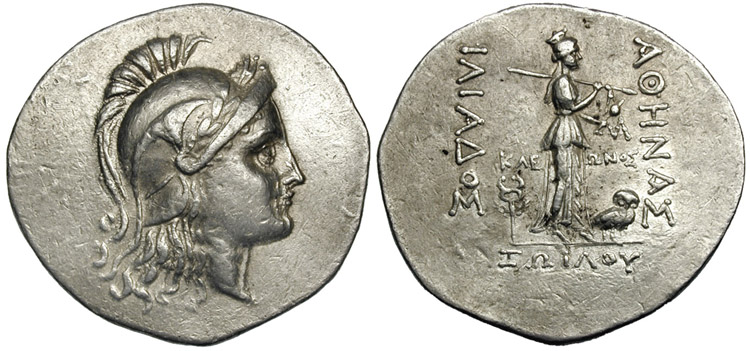
テトラドラクマとアテーナー（紀元前165-150）

### イリオスの建設
かつてイリオスのある地域は、スカマンドロス河とニュンペーのイダイアの子であるテウクロス（テラモーンの子テウクロスとは別）が王として治めており、テウクロイと呼ばれていた。そこへアトラースの娘エーレクトラーにゼウスが生ませた子であるダルダノスがサモトラケ島からやってきた。ダルダノスはテウクロスの客となり、彼の娘バティエイアと領地の一部をもらった。彼はそこにダルダノスという都市を築き、テウクロス王の死後、テウクロイの一帯はダルダニアと呼ばれるようになった。
ダルダノスの後はエリクトニオスが相続した。エリクトニオスの後はトロースが継いだ。トロースは、自分の名にちなんでダルダニアの地をトロイアと呼ぶことにした。
トロースはスカマンドロス河の娘カリロエーと結婚し、クレオパトラー（プトレマイオス朝の女王クレオパトラ7世とは別人）、イーロス、アッサラコス、ガニュメーデースをもうけた。ガニュメーデースが気に入ったゼウスは、鷲に変身してガニュメーデースをさらい、オリュンポスの給仕係とした。そして、その代償に馬を与えた。なお、アッサラコスの子がカピュスで、カピュスの子がアンキーセース。アンキセスの子がローマのもととなった都市を築いた英雄アイネイアースである。
トロースの子イーロスはプリュギアで、その地の王が主催した競技会の相撲の部に優勝。賞品として50人の少年と50人の少女を得た。また、王は彼に斑の牛をあたえ、「その牛が横になったところに都市を築けという神託が下ったから、その通りにしなさい」といった。イーロスが牛の後についていくと、牛はアテという丘で横になった。そこでイーロスはそこに都市を築き、イリオスと名づけた。イーロスはアドラーストス（テーバイ攻めの七将の一人のアドラーストスとは別人）の娘エウリュディケと結婚し、ラーオメドーンをもうけた。イーロスの後はラーオメドーンが継いだ。ラーオメドーンの子供には、娘のヘーシオネー、息子ティートーノス、ポダルケースなどが生まれたという。

### アポロンとポセイドンによる城壁の建築
あるときアポローンとポセイドーンはゼウスに対する反乱をくわだてた。このためゼウスの怒りを買い、人間の姿に身をやつし、イリオス王ラーオメドーンのためにイリオスの城壁を築くという罰を受けた（一説によると、城壁を築いたのはポセイドンだけで、アポローンは羊飼いの役目をしていたという）。城壁完成の後にアポローンとポセイドーンが報酬を貰おうとすると、ラーオメドーンはそれを拒絶した。アポローンとポセイドーンは怒り、アポローンは疫病で、ポセイドーンは海の怪物でイリオスを悩ませた。
その後、怪物にラーオメドーンの娘ヘーシオネーをささげれば、災いから逃れることができるという神託が下った。そこで、海から来る怪物に見えるように、海岸近くの岩にヘーシオネーを縛りつけた。それを見たヘーラクレースは、ガニュメーデースの代償にゼウスが与えた馬をくれるなら、怪物を倒してヘーシオネーを救おうと申し出た。ラーオメドーンが請合ったので、ヘーラクレースは怪物を倒してヘーシオネーを救った。ヘーラクレースが報酬の馬を貰おうとすると、ラーオメドーンは拒絶した。ヘーラクレースは「いずれイリオスを攻め落としに来るぞ」と捨て台詞を残して去っていった。

### ヘーラクレースによるイリオス攻め
ヘーラクレースは参加者を募ってイリオス攻めを行った。18艘の船による軍勢の中にはペーレウス（アキレウスの父）やテラモーン（大アイアース、テウクロスの父）もいた。軍勢は船をおりてイリオスを目指した。イリオス王ラーオメドーンはヘーラクレースらの留守に船を襲ったが、逆にヘーラクレースたちに包囲され、捕虜となった。
ヘーラクレースたちはイリオスを包囲し、テラモーンがイリオスへの一番乗りを果たした。ヘーラクレースは自分よりも優れた者の存在が許せなかったので、テラモーンを殺そうとした。テラモーンは機転をきかせて石を集めるふりをした。不思議に思ったヘーラクレースがテラモーンに尋ねると、「テラモーンは勝利者ヘーラクレースにささげる祭壇を築いているのだ」といった。ヘーラクレースは喜び、ラーオメドーンの娘ヘーシオネーを彼に与えた。
戦いの後、ヘーラクレースはヘーシオネーに捕虜のうちから1人だけ連れて行くことを許した。ヘーシオネーはラーオメドーンの息子ポダルケースを選んだ。ヘーラクレースがポダルケースの購いを求めると、ヘーシオネーは代償としてベールを差し出した。このことから、ポダルケースはプリアモス（ギリシャ語の「買う」はプリアマイ）と呼ばれることとなった。この時、ポダルケース以外のラーオメドーンの息子はすべて殺された。

### トロイア戦争

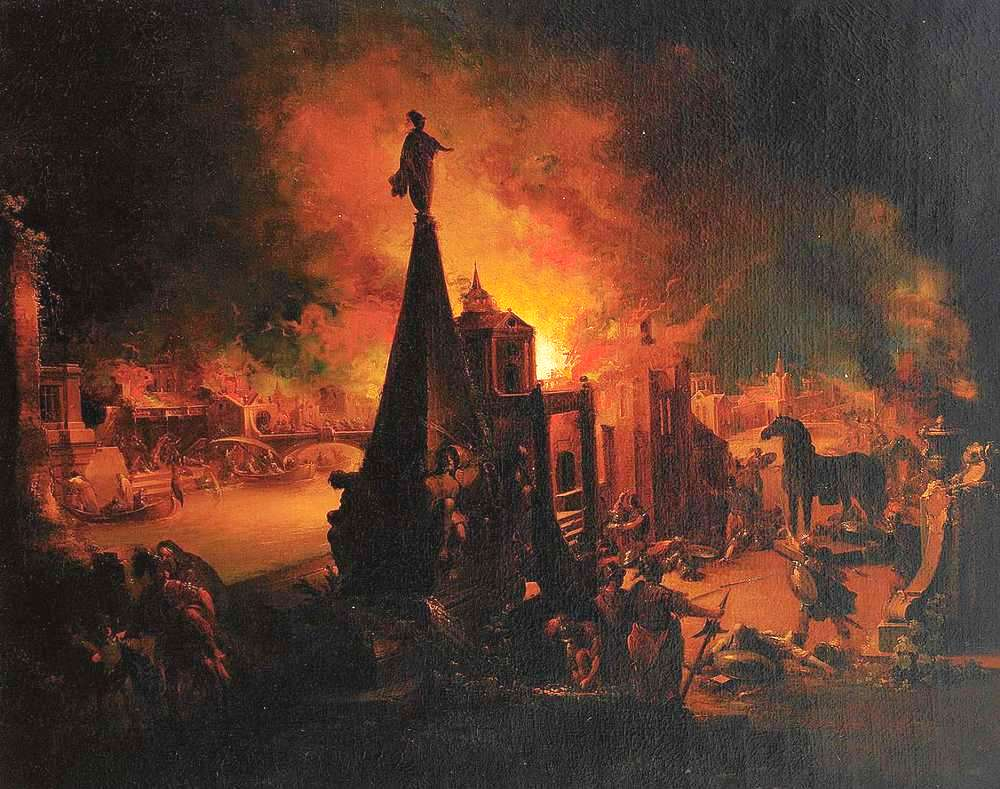
イーリオスの陥落

イリオスは、プリアモス王の時にギリシア勢に攻め込まれ、滅亡することとなった。
この戦争の発端はゼウスの思慮によるもので、人口調節のためとも神の名声を高めるためとも伝えられる。プリアモス王の后ヘカベーは、息子パリス（アレクサンドロス）を生むとき「自分が燃える木を生み、それが燃え広がってイリオスが焼け落ちる」という夢を見た。この夢の通り、パリスはイリオスにとって災厄の種となった。パリスは、ヘーラー、アテーナー、アプロディーテーの三女神の美の競合、いわゆるパリスの審判によりアプロディーテーからスパルタ王メネラーオスの妻ヘレネーを奪って妻とすることを約された。彼はスパルタからヘレネーを奪ったため、メネラーオスは直ちにトロイアにヘレネーを帰すよう求めた。しかし交渉は決裂、メネラーオスは兄アガメムノーンとともにトロイア攻略を画策した。
アガメムノーンを総大将としたアカイア軍（ギリシア勢）はイリオスに上陸、プリアモス王の王子ヘクトールを事実上の総大将としたイリオス軍と衝突した。多大な犠牲を出しながら戦争は10年間続き、アカイア軍の間には次第に厭戦気分が蔓延しはじめた。しかし、アカイア軍の将オデュッセウスは一計を案じ（一説には女神アテーナーが考えて）、エペイオスに木馬を造らせた。このトロイアの木馬の詭計によってイリオスは一夜のうちに陥落した。陥落したイリオスから逃げ出すことができたのは、アイネイアースなど少数の者たちだけであった。

## イリオス遺跡

### シュリーマンによる発掘
ハインリヒ・シュリーマンによって発掘が行われるまで、イリオスは神話上の架空都市にすぎないというのが一般の通念であった。
このような常識に対し、シュリーマンは自著『古代への情熱』で、幼いころに『イーリアス』の子供向けの物語を読み、これを実際に起きた出来事をもとにしていると考えて発掘を決意し、資金を集めるために商人になったと述べている。
1868年、シュリーマンはトロイアのあった場所としてダーダネルス海峡西端のチャナッカレ近郊にあるヒッサリクの丘（en）に見当をつけた。アキレウスがヘクトールを追い回すことができるような場所、近くに『イーリアス』に書かれた川（スカマンドロス河）があるような場所が他にないというのが彼の説明である。
1870年、シュリーマンは私財を投じてトロイアの発掘を開始。この発掘には既に功績を挙げたオリンピア発掘隊もかかわっている。シュリーマンの狙いは正しく、曲輪に囲まれた遺跡を発掘した。ヒッサリクの丘の遺構は複数の層から成っており、シュリーマンは火災の跡があった第2層をトロイアであるとした。しかし、後の研究の結果、この層はトロイア戦争があったとされる時代よりも前の時代のものであった。
シュリーマンの発掘が学会で認められるには時間がかかった。当時の常識に反している上に、シュリーマンがまったくの素人だったからである。確かにシュリーマンの間違った推定と発掘により、遺跡の考古学的価値は大きく傷ついていた。しかし、当時は現代的な意味での考古学は未整備な状況であった。
- 1882年 ドイツの考古学者ウィルヘルム・デルプフェルトが発掘に参加。
- 1890年 トロイア第7a市、メガロン（ギリシャ建築の宮殿）跡を発掘、第7層がホメーロスのトロイアと判定された。
- 1896年2月26日 シュリーマン死去。デルプフェルトは仕事を続ける。
- 1893年-94年 デルプフェルトは第7市の要塞を発掘し、ホメーロス『イーリアス』のトロイアを確証した。

### イリオス遺跡の構成

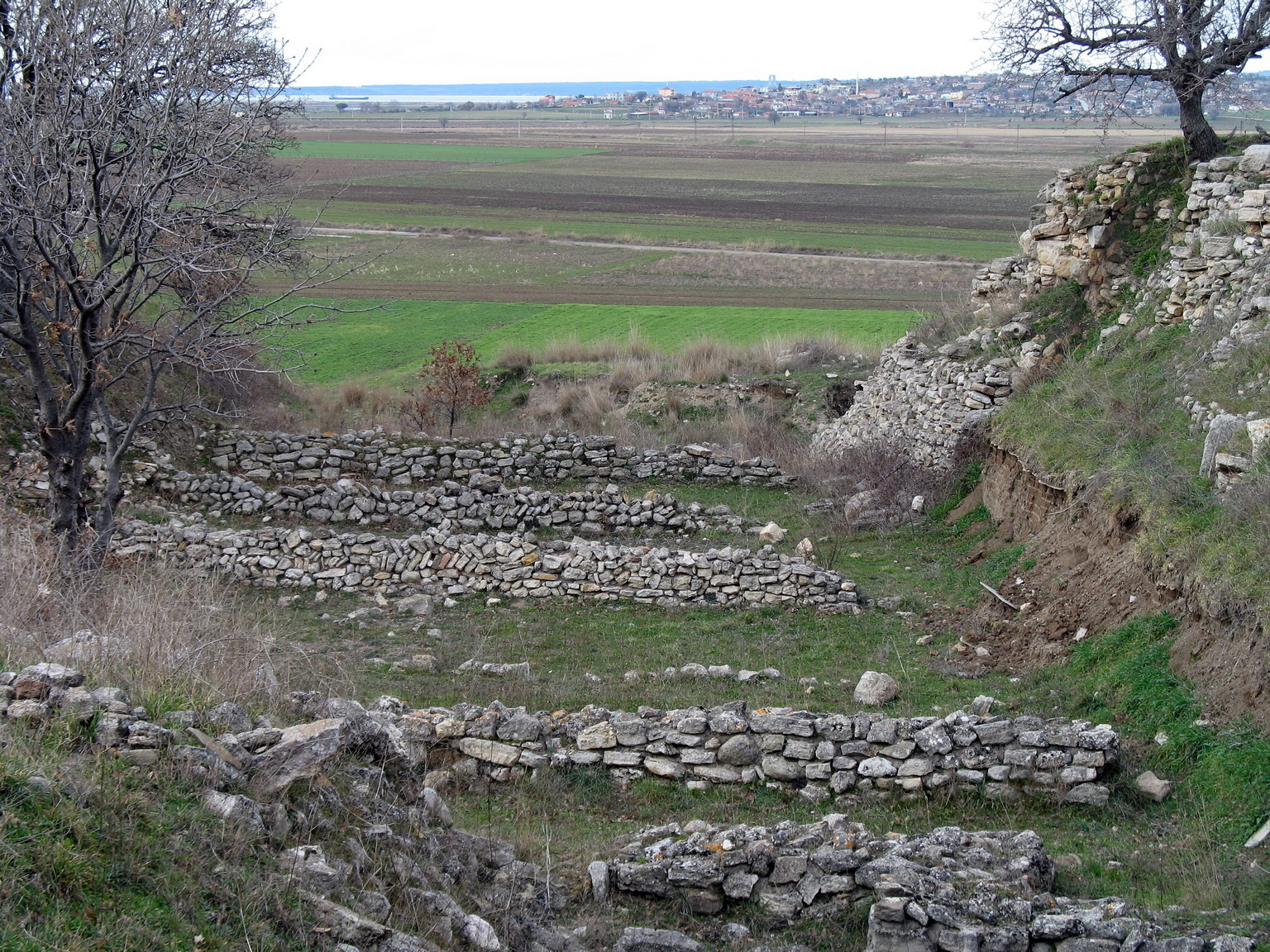
イリオス遺跡からの眺め

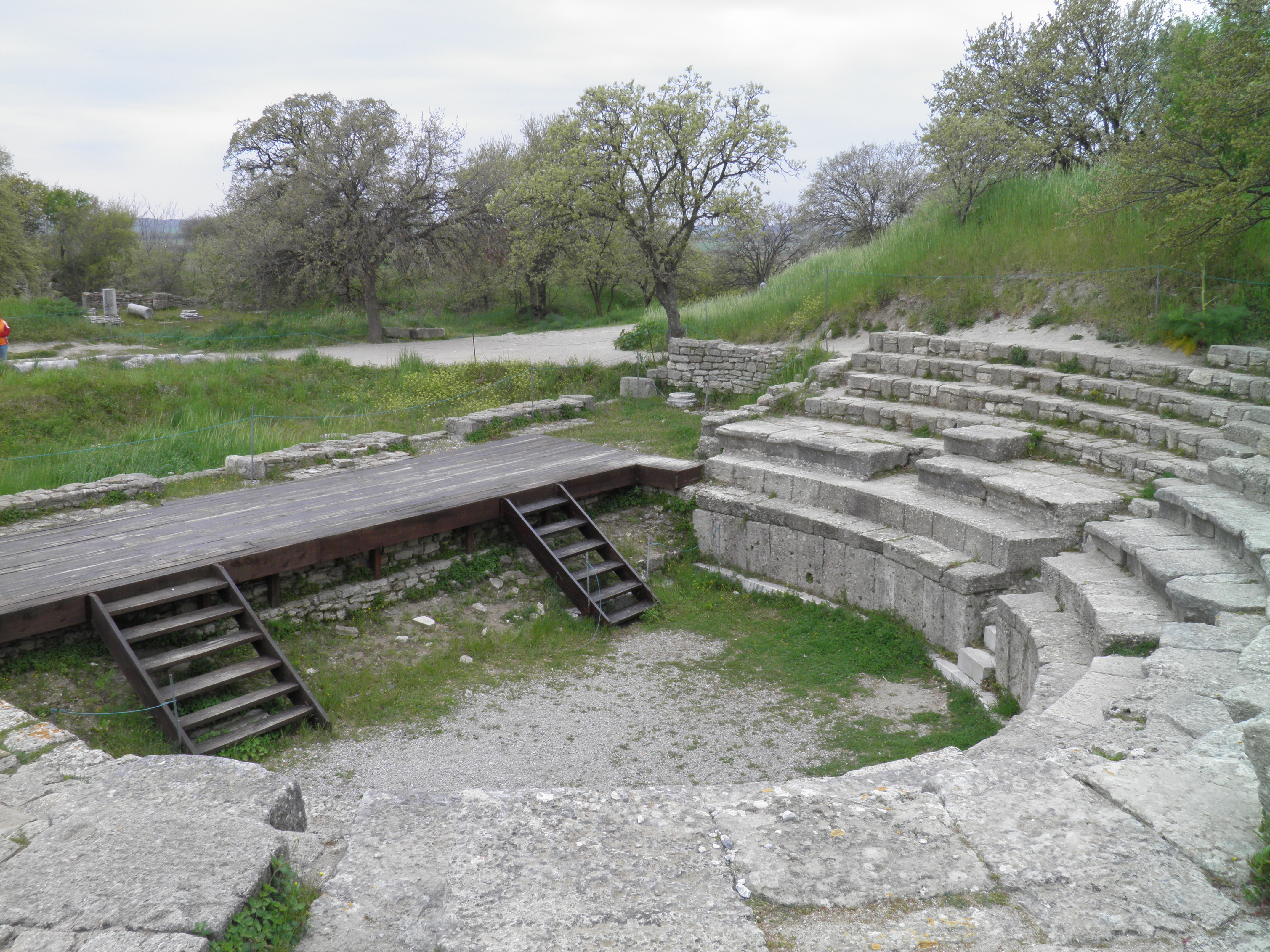
第9層のオデオン、紀元前124年

#### 第1層から第5層
現在までの調査によると、イリオスの遺跡は合計で9層からなり、シュリーマンが『イーリアス』当時のトロイアのものであるとした第2層Gは、紀元前2500年から紀元前2200年のものであることがわかった。第1層、すなわち最初の集落は紀元前3000年ごろに始まっており、初期青銅器時代に分類される。第2層はエーゲ海交易によって栄えたと考えられており、トロイア文化ともいうべき独自の文化を持っていた。城壁は切石の下部構造を持ち、入り口は城壁を跨ぐ塔によって防衛されている。しかし、その後の第3層から第5層は繰り返し破壊されており、発展的状況は認められない。

#### 第6層
紀元前1800年から紀元前1300年に至る第6層において、イリオスは再び活発に活動を始めている。遺跡の中心部はシュリーマンの発掘によって大きく削られてしまったため、後の時代の遺構はほとんど何も残っていないが、第2層を取り囲むようにして増築された第6層時代の拡張域は比較的多く残存している。
第6層はイリオスが最も繁栄した時代と考えられているが、拡張された部分を含めてもその城域は直径200メートル程度で都市というには矮小なため、多くの研究者は長い間、実際のイリオスは町というよりもむしろ交易や軍事の拠点というべき地であったと見なしてきた。しかし、1980年代以降に最新の機器を用いた探査では、丘から数百メートル南に離れた地点で第6層の時代に作られたと思われる壕や門、柵などを含む遺構が確認され、城壁のすぐ外側でも密集した家屋の跡が発掘されたため、この場所がそれまで考えられていたよりも遥かに広大な居住地であった可能性が高まった。このことを踏まえると、都市の規模は丘の周辺の約30ヘクタール（直径600メートル程度）、人口はおよそ1万人程度というそれなりの大きさであったことが窺える。したがって、現在ではこの第6層から第7層までをホメーロスが描いた時代に比定する説が有力である。
この時期に城塞の規模が拡張され、さらに丘の外の平野部にまで居住地が広がったことで、後期青銅器時代の主要な都市のひとつとして栄えたと考えられている。城外の遺構が少ないことに対する説明としては、人家などの重要でない施設は朽ちやすい木造であった可能性が指摘されている（壕や門に関しては防衛設備ではなく放牧のための囲いであった可能性もある）。

#### 第7層以降
第6層は紀元前1300年ごろにおそらく地震によって崩壊したが、その後すぐに第7A層が再建され、城壁など幾つかの古い施設は継続して使用されていた。出土品の様式に文化的な差異が見られないため、住民も第6層の時代と同じ人々で構成されていたと見られている。しかし、第6層の城塞内には上流階級の邸宅と見られる比較的大きな建物が広い間隔をとって建てられていたのに対し、この時代には数多くの小規模な家屋が隙間なく密集して建てられ、より混雑した空間となっていた。外国由来の品も減少傾向にあるため、何らかの好ましくない変化に直面していたことが窺える。
第7層Aはすぐに崩壊し、後に貧弱な第7層Bが続いていた。その後に第8層、第9層が続くが、これらはギリシア人・ローマ人による町の遺構である。
トロイア戦争の時代を、ヘロドトスは紀元前1250年、エラトステネスは紀元前1184年、Dourisは紀元前1334年と推定した。トロイア戦争時代と推定される第7層の発掘では、陶磁器の様式から、紀元前1275年から紀元前1240年と推定されている。

### 備考
シュリーマンの発掘した遺跡がトロイア戦争の舞台として登場する古代都市イリオスであるか否かは、議論のわかれるところである。ホメーロスの『イーリアス』には複数の都市に関する伝承が混合している可能性が指摘されており、その複数の都市の中に、シュリーマンが発掘したこのトロイア遺跡が含まれているということについてはおおむね合意が得られている。しかし、ホメロスの『イーリアス』それ自体に考古学的事実と符合しない部分があり、また、最も重要な証拠となるべき第7層の大部分がシュリーマンの発掘によって消失しているので、イリオス遺跡が伝説上のトロイアであるという決定的な証拠はない。ホメロスの伝承が全く架空の伝承とする立場もないわけではない。
とはいえ、この遺跡の発掘が考古学の発展に与えた影響は大きく、そういった意味からもユネスコの世界遺産に登録されている。

### ヒッタイトの記録によるイリオスとトロイア

イーリオス（トロイア）

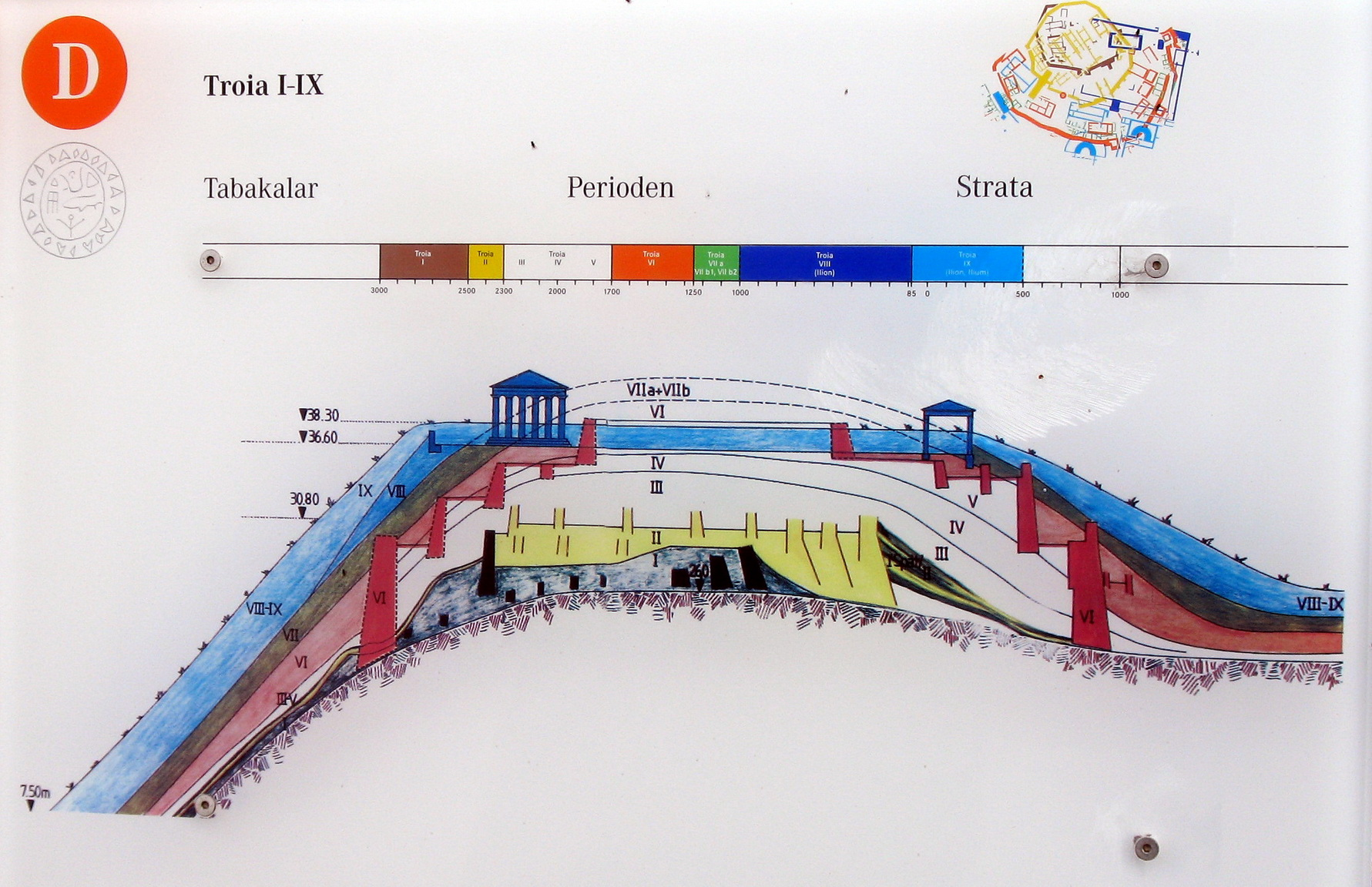
断面図

紀元前13世紀中ごろのヒッタイト王トゥドハリヤ4世時代のヒッタイト語史料に、アナトリア半島西岸アスワ地方の町としてタルウィサが登場する。これはギリシア語史料のトロイアに相当する可能性が示唆されている。また、同史料にウィルサ王アラクサンドゥスが登場する。これもそれぞれギリシア語史料のイリオスとアレクサンドロスに相当する可能性が示唆されている。
トゥトゥハリヤ4世の治世はヒッサリク遺跡の第7層Aの時代と一致しており、パリスの別名がアレクサンドロスであったことが知られている。このため、この記録はギリシア史料によるトロイア戦争となんらかの関係があるのではないかと推測されている。

### 20世紀の発掘調査
- 1932年-38年 シンシナティ大学の考古学班が発掘を再開。
- 1938年 第二次世界大戦のために中断。
- 1950年 シンシナティ大学の調査結果発表、46層位が確認された。
- 1990年 シンシナティ大学、ドイツ・トルコの考古学者とともに発掘・整備。

## 世界遺産
イリオスの遺跡は、1998年に「トロイの考古遺跡」としてユネスコの世界遺産（文化遺産）に登録された。

### 登録基準
この世界遺産は世界遺産登録基準のうち、以下の条件を満たし、登録された（以下の基準は世界遺産センター公表の登録基準からの翻訳、引用である）。
- (2) ある期間を通じてまたはある文化圏において、建築、技術、記念碑的芸術、都市計画、景観デザインの発展に関し、人類の価値の重要な交流を示すもの。
- (3) 現存するまたは消滅した文化的伝統または文明の、唯一のまたは少なくとも稀な証拠。
- (6) 顕著で普遍的な意義を有する出来事、現存する伝統、思想、信仰または芸術的、文学的作品と直接にまたは明白に関連するもの（この基準は他の基準と組み合わせて用いるのが望ましいと世界遺産委員会は考えている）。